# Culex watti
Culex watti är en tvåvingeart som beskrevs av Edwards 1920. Culex watti ingår i släktet Culex och familjen stickmyggor. Inga underarter finns listade i Catalogue of Life.